# Cattedra (cristianesimo)

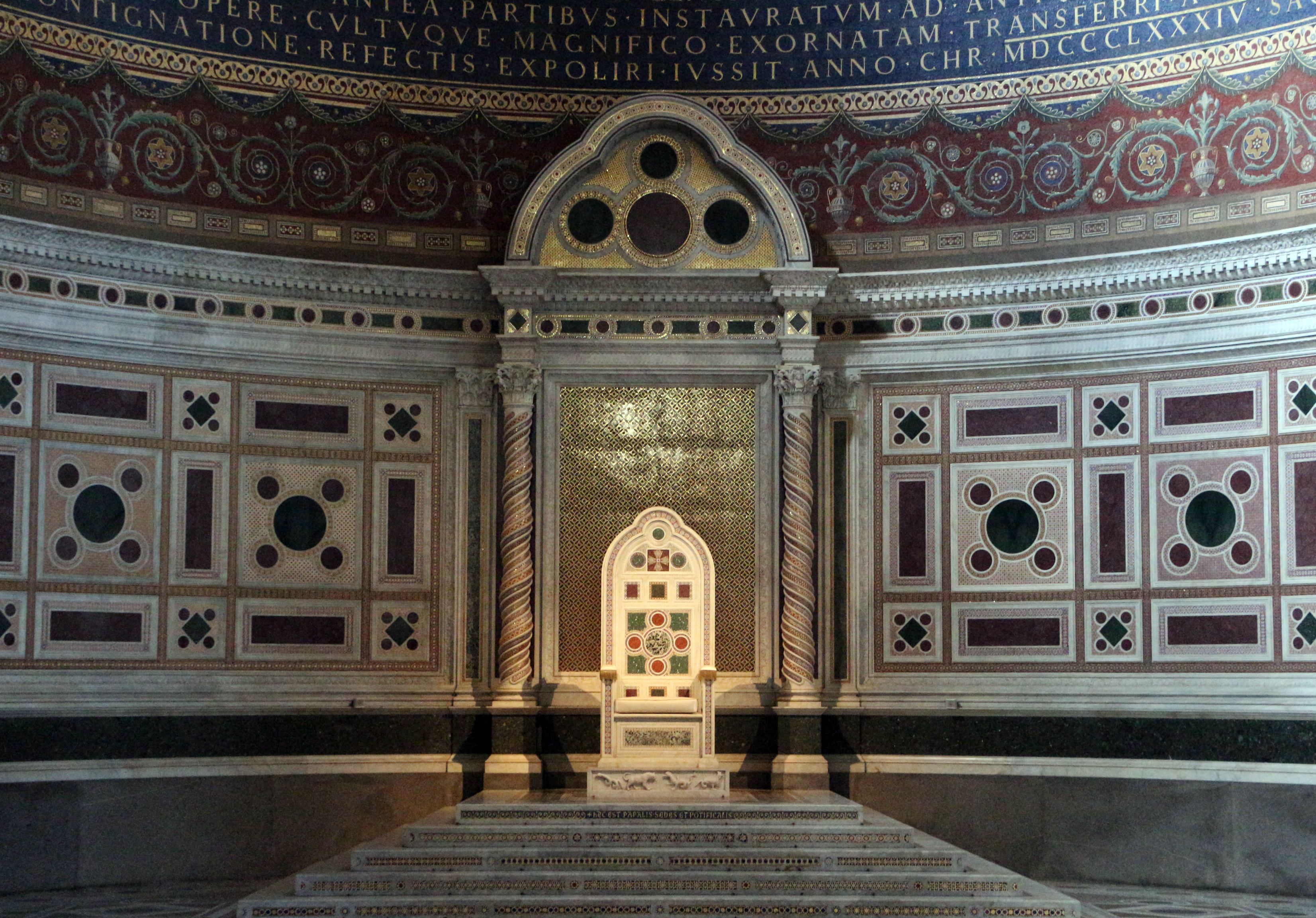
La cattedra papale nella basilica di San Giovanni in Laterano a Roma

La cattedra, nelle chiese cristiane, è il trono sul quale siede il vescovo e, nel caso del cattolicesimo, anche il papa in qualità di vescovo di Roma (la cattedra papale si trova nella basilica lateranense). 
Essa è il simbolo della potestà e della responsabilità del vescovo; da quel seggio infatti il vescovo presiede l'assemblea liturgica e spiega le Sacre Scritture, rappresentando Cristo stesso.
In senso più ampio, "cattedra" indica la funzione di insegnamento del vescovo: ciò discende dall'uso antico, sicuramente attestato nei vangeli, secondo il quale chi insegnava non si metteva in piedi, come succede spesso oggi, ma in posizione seduta.
La Chiesa cattolica celebra la festa della Cattedra di San Pietro, nella quale fa memoria del dono fatto da Gesù a Pietro e ai suoi successori i papi di proporre una dottrina di fede ferma e sicura.

## Etimologia e storia
Il termine deriva dal greco καθέδρα (cathèdra) attraverso il latino cathĕdra (càthedra), col significato di "luogo su cui ci si siede", cioè "seggio", in riferimento ad una sedia con spalliera e senza braccioli tipicamente utilizzata dai filosofi per tenere le loro lezioni. Appunto da questo significato di cattedra viene l'espressione latina ex cathedra, per indicare l'infallibilità pontificia, quando parla come dottore universale.
Essa era posta fin dall'epoca paleocristiana nel mezzo dell'abside delle basiliche, in fondo all'area riservata ai presbìteri, detta presbiterio; la sua posizione corrispondeva a quella del praetor o del quaestor nelle basiliche civili romane.  Era affiancata su ambo i lati, ancorché a un livello più basso, dai banchi ove stavano i sacerdoti che assistevano il vescovo, corrispondenti ai posti degli assessori nella basilica civile; detti banchi formavano insieme alla cattedra una struttura detta synthronon.

## Le cattedrali
La chiesa sede della cattedra è la chiesa madre della diocesi, che dal nome cattedra assume il nome di cattedrale, intesa come la chiesa che contiene la cattedra vescovile: cattedrale non è sinonimo di duomo, che può essere chiesa principale di una città anche se non è sede vescovile.